# Černý Ardov
Černý Ardov, také Čornotisovo (ukrajinsky Чорнотисів, dříve Чорний Ардов, maďarsky Feketeardó) je obec na Ukrajině, v Zakarpatské oblasti, v okrese Berehovo, ve vesnické komunitě Pyjterfolvo (ukrajinsky Пийтерфолвівська сільська громадa). 

## Části obce
- Černý Ardov (Čornotysiv), 2232 obyvatel (2025)
- Cholmovec, 415 obyvatel (2025)[1]

## Historie
Po skončení první světové války se toto sídlo jako součást Podkarpatské Rusi stalo součástí nově vzniklého Československa, byl zde obecní notariát, četnická stanice a poštovní úřad. V roce 1938 byla obec v důsledku první vídeňské arbitráže přičleněna k Maďarsku; žilo zde tehdy 1 923 obyvatel. Po skončení druhé světové války bylo sídlo postoupeno Sovětskému svazu.